# Lyciasalamandra antalyana
Lyciasalamandra antalyana – gatunek płaza ogoniastego z rodziny salamandrowatych (Salamandridae). Endemit Turcji. Jest zagrożony wyginięciem, a jego populacja cały czas maleje.

## Występowanie
Występuje w południowej Turcji w pobliżu miasta Antalya, któremu zawdzięcza swoją nazwę. Występuje na lądzie, na terenach kamienistych oraz leśnych. Zamieszkuje obszary od 100 do 650 m n.p.m.

## Taksonomia
Takson ten opisali w 1976 roku M. Başoğlu i I. Baran, uznając go za podgatunek Mertensiella luschani (obecnie Lyciasalamandra luschani). Do rangi gatunku podnieśli go w 2004 roku M. Veith i S. Steinfartz.
Wyróżnia się dwa podgatunki:
- Lyciasalamandra antalyana antalyana (Basoglu & Baran, 1976)
- Lyciasalamandra antalyana gocmeni Akman & Godmann, 2014

## Charakterystyka

### Wygląd
Dorosłe osobniki osiągają od 10 do 15 cm. Patrząc z profilu, można zauważyć charakterystyczne wypustki na grzbiecie.  

### Rozmnażanie
Świeżo urodzone młode mają 4,5 do 6,5 cm. Młode mogą się urodzić z czerwono-żółtymi plamami w okolicy głowy, jednak później zmieniają się one w żółte. 